# Robert Bosch Zentrum für Leistungselektronik
Das Robert Bosch Zentrum für Leistungselektronik (kurz: RBZ) ist ein 2009 von der Bosch-Gruppe, der Hochschule Reutlingen und der Universität Stuttgart gegründeter Forschungs- und Lehrverbund. Diese Kooperation ist die erste und bisher einzige dieser Art in Deutschland. Der Reutlinger Teil des RBZ wurde 2020 in Electronics & Drives umbenannt.

## Ziele
Aufgrund des demografischen Wandels wird es für viele Unternehmen zunehmend schwieriger, qualifiziertes Personal zu finden. Um dem entgegenzuwirken und den zukünftigen Bedarf an Fachkräften decken zu können, wurde das Robert Bosch Zentrum für Leistungselektronik gegründet. Eines der Ziele ist ein industrienahes Studium, das die Studierenden optimal auf die Anforderungen in der Entwicklung von Zukunftstechnologien vorbereitet. Außerdem soll die Forschung auf dem Gebiet der Leistungselektronik gefördert werden.

## Infrastruktur
Für die Einrichtung und den Betrieb des RBZ werden Bosch, das Land Baden-Württemberg und die Hochschulen in den ersten zehn Jahren ab Gründung insgesamt mehr als 25 Millionen Euro für neue Professuren und Infrastruktur einbringen. Standorte des Robert Bosch Zentrums für Leistungselektronik sind Reutlingen und Stuttgart.
Der Verbund Leistungselektronik umfasst insgesamt sieben Lehrstühle. Fünf Professorenstellen wurden dafür neu eingerichtet, davon drei an der Hochschule Reutlingen und zwei an der Universität Stuttgart, hinzu kommen zwei bestehende Lehrstühle der Universität Stuttgart.

## Akademische Ausbildung
Unter dem Dach des RBZ werden sowohl Bachelor- als auch Masterprogramme angeboten. Zudem gibt es ein Promotionsprogramm.

### Bachelor-Studium
- Mechatronik mit Schwerpunkt Mikroelektronik (Hochschule Reutlingen)

Abschluss: Bachelor of Engineering (B.Eng.)

### Master-Studium
- Leistungs- und Mikroelektronik (Hochschule Reutlingen)

Abschluss: Master of Science (M.Sc.)
- Elektrotechnik und Informationstechnik (Universität Stuttgart)

Abschluss: Master of Science (M.Sc.)

### Promotion
Neben den angebotenen Studiengängen besteht auch die Möglichkeit, am RBZ den Doktortitel zu erlangen. Dabei gilt die Promotionsordnung der Universität Stuttgart.